# Nihal Atsız

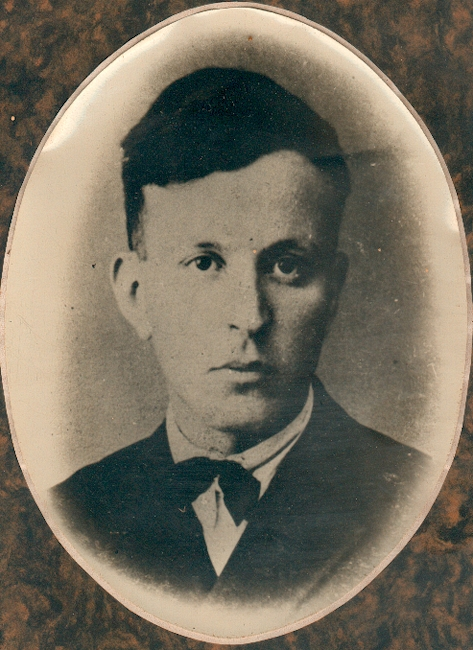
Nihâl Atsız im Jahr 1933

Nihâl Atsız (* 12. Januar 1905 in Istanbul als osmanisch حسين نهال Hüseyin Nihâl; † 11. Dezember 1975 ebenda) war ein antiislamischer, rassistisch-nationalistischer und antisemitischer Autor, Historiker, Dichter und Vordenker der Graue-Wölfe-Bewegung in der Türkei.

## Herkunft und Ausbildung
Nihâl Atsız wurde im Jahre 1905 im Istanbuler Stadtteil Kadıköy geboren. Sein Vater war Nail Bey, ein Marineoffizier aus Gümüşhane, seine Mutter war Fatma Zehra Hanım und stammte aus Trabzon. Er besuchte die Französisch-Deutsche Grundschule in Kadıköy, die Cezayirli-Gazi-Hasan-Paşa-Grundschule in Kasımpaşa und eine Privatschule in Haydarpaşa. Die Mittelschule besuchte er in Kadıköy.
Nach seiner schulischen Ausbildung schrieb er sich als Student der militärisch-medizinischen Fakultät ein, wurde aber 1925 in der dritten Klasse ausgeschlossen, weil er sich geweigert hatte, einen arabischen Unteroffizier zu grüßen. Atsız leistete danach seinen Militärdienst. 1926 schrieb er sich an der Literarischen Fakultät des Darülfünun in Istanbul ein und studierte Turkologie bei Mehmet Fuat Köprülü, dessen Assistent er nach dem Abschluss seines Studiums wurde. 1931 heiratete er zum ersten Mal; die Ehe wurde aber 1935 wieder geschieden. 1936 heiratete Atsız ein zweites Mal; aus dieser Ehe gingen zwei Söhne hervor, darunter der spätere Journalist und Schriftsteller Yağmur Atsız. Im Jahre 1975, neun Monate vor seinem Tod, trennte Nihâl Atsız sich auch von seiner zweiten Ehefrau.

## Herausgeber der ZeitschriftAtsız Mecmua
Von 1931 bis 1932 gab Atsız die Zeitschrift  Atsız Mecmua heraus, in der er sich gegen weit verbreitete Rassentheorien abgrenzte, die davon ausgingen, die Türken stammten, wie etwa Kurden und Roma auch, von weißen Ariern ab, und bekannte sich zu mongolischen Wurzeln, da diese über militärische Begabung verfügt hätten wie eben auch die Türken selber. Kinder sollten in dem Wissen aufgezogen werden, dass ihre Vorfahren perfekte Soldaten einer Rasse namens Turan-Altay waren. In einem weiteren Schwerpunkt setzte er sich mit seiner Zeitschrift über die offizielle Regierungspolitik in Bezug auf die Turkvölker in der Sowjetunion hinweg. Ilker Aytürk geht davon aus, dass ihn diese Haltung seine akademische Laufbahn gekostet hat. Umut Uzer erwähnt allerdings noch einen weiteren Zwischenfall, der aber ebenfalls mit Atsız’ Haltung zu der Frage der Türken in der Sowjetunion zusammenhängt. Während des ersten türkischen Historikerkongresses am 2. Juli 1932 gab es eine Debatte über diese Frage, in deren Verlauf sich der bald danach zum Bildungsminister der Türkei berufene Reşit Galip von dem Historiker Zeki Velidi Togan distanzierte, in dem er bekannte, stolz darauf zu sein, nicht Togans Student gewesen zu sein. Der Hintergrund des Streits war Togans Unterstützung der Forderung nach einer territorialen Autonomie für die in Russland lebenden Turkvölker, während die Gegenseite lediglich die Forderung nach einer kulturellen Autonomie unterstützte. Atsız, der Togans Position nahestand, sandte Galip anschließend ein Telegramm, in dem er sich dazu bekannte, stolz darauf zu sein, Student von Togan gewesen zu sein. Dies, so Uzer, sei ihm kurze Zeit später zum Verhängnis geworden, denn im September 1932 wurde Galip Bildungsminister und sorgte bald danach für Atsiz’ Rauswurf aus der Universität und für das Verbot von Atsız Mecmua. Nachdem Atsız 1933 als Lehrer habe arbeiten wollen, habe Galip dafür gesorgt, dass er zuerst an eine Mittelschule in Malatya, und noch im gleichen Jahr an ein Gymnasium in Edirne versetzt worden sei. Ab 1934 unterrichtete er dann als Türkischlehrer im Istanbuler Stadtteil Kasımpaşa.

## Die ZeitschriftOrhunund Thrakien-Pogrom 1934
Es war also nur eine sehr kurze Zeit, die Atsız 1933/1934 (vom 11. September bis zum 28. Dezember) in Edirne verbrachte, doch nutzte er sie, um eine neue Zeitschrift, die Orhun, herauszugeben und mit ihr erst recht seinen Ruf als Rassist zu festigen. Benannt war sie „nach einer zentralasiatischen Fundstätte, in der sich die monumentalen Inschriften der Göktürken befinden – der ‚Himmlischen Türken‘, einer türkischen Dynastie aus dem 6. bis 8. Jahrhundert“.
Neben seinen rassentheoretischen Überlegungen publizierte Atsız in der Orhun „zahlreiche antisemitische Hetzartikel“. „Die erste Ausgabe von Orhun erschien im November 1933. Das Journal enthielt viele antisemitische Abhandlungen, die die Juden angriffen. So bezeichnete Atsiz am 21. März 1934 die Juden und Kommunisten als die beiden Feinde der Türken. Am 25. Mai warnte er die Juden: ‚Deutschland ist das erste Land, das die Judenfrage gelöst hat‘, sagte Atsiz. Wenn sich die Juden nicht anständig verhalten, ‚Und wenn wir dann wütend werden, werden wir die Juden nicht nur wie die Deutschen vernichten, sondern wir werden sie einschüchtern‘, fügte er hinzu. Dann schloss er: ›Wie das Sprichwort sagt, ist es besser, den Juden einzuschüchtern, als ihn zu töten.‹“
Dass diese Hetzartikel aber – zusammen mit einer Hetzschrift von Cevat Rıfat Atilhan – die Auslöser für die antisemitischen Ausschreitungen in Ostthrakien gewesen sein sollen, ist eine die wahren Ursachen verdeckende Behauptung. Atsız’ Artikel waren lediglich die ideologische Begleitmusik zu Ereignissen, die auf Maßnahmen der türkischen Regierung beruhten und von dieser gefördert und geduldet wurden.
Unter Bezug auf einen Bericht für das türkische Innenministerium von İbrahim Tali, dem damaligen Generalinspekteur für Thrakien, benennt Rıfat Bali drei Gründe für die Exzesse gegen die jüdische Bevölkerung.

„Mainly and first, from Tali’s point of view, the Jews had the economic upper hand; they were seen as causing problems for the Muslims because of lending money to the locals with high interest rates and dominating the local economy; and, secondly, they had not Turkified themselves; they were still speaking Ladino, and acting as a distinct community rather than interacting with the Muslim population. Also, the tentative conclusion I came to at the end of the book is that, along with these two reasons (for the Events) there was another one, which so far has not been dealt extensively: namely, the militarization of the Thrace region. In 1934 the Joint Staff wanted to re-militarize the Dardanelles and the whole Thrace region. This was a re-militarization that, as we all know, ended up successfully with the Montreux agreement (1936). From their point of view, Jews and the Bulgarians who were still living in Thrace were potential fifth columns (as İbrahim Tali states). So, they had to be moved from this region without making too much trouble. All these reasons – economics, being seen as potential fifth agents, and finally, to a lesser degree, not being sufficiently ‘Turkified’ – converged. And it suited all parties to force the Jewish communities to leave. It suited the Joint Staff requirements to move these people, and it suited the local Muslim population and the Republican elites who were angry and upset at the Jews for, as they saw it, having the upper hand in economic matters. From their perspective it was the right thing to do if this ‘project’ could be achieved without causing too much trouble. But as we have seen, the plan went out of control and at that point the government was obliged to interfere and take charge.“

„Hauptsächlich und erstens hatten die Juden von Talis Standpunkt aus die wirtschaftliche Oberhand; sie wurden als problematisch für die Muslime angesehen, weil sie den Einheimischen Geld mit hohen Zinsen leihten und die lokale Wirtschaft dominierten; und zweitens hatten sie sich nicht selbst turkisiert; sie sprachen immer noch Ladino und agierten als eine eigene Gemeinschaft, anstatt mit der muslimischen Bevölkerung zu interagieren. Auch die vorläufige Schlussfolgerung, zu der ich am Ende des Buches kam, ist, dass es neben diesen beiden Gründen (für die Ereignisse) einen weiteren gab, der bisher nicht ausführlich behandelt wurde: die Militarisierung der Region Thrakien. 1934 wollte der Generalstab die Dardanellen und die gesamte Region Thrakien re-militarisieren. Dies war eine Remilitarisierung, die, wie wir alle wissen, mit dem Abkommen von Montreux (1936) erfolgreich abgeschlossen wurde. Aus der Sicht [des Generalstabs] waren Juden und Bulgaren, die noch in Thrakien lebten, potenzielle fünfte Kolonnen (wie İbrahim Tali sagt). Deshalb mussten sie ohne großen Aufwand aus dieser Region verlagert werden. All diese Gründe – die Ökonomie, die als potenzieller fünfter Akteur angesehen wird und schließlich, in geringerem Maße, nicht ausreichend "türkisiert" ist – konvergierten. Und es passte zu allen Parteien, die jüdischen Gemeinden zum Verlassen zu zwingen. Es entsprach den Anforderungen des Generalstabs, diese Menschen wegzuschaffen, und es entsprach der lokalen muslimischen Bevölkerung und den republikanischen Eliten, die wütend und verärgert über die Juden waren, weil sie, wie sie es sahen, diese die Oberhand in wirtschaftlichen Angelegenheiten hatten. Aus ihrer Perspektive war es richtig, das zu tun, wenn dieses ‘Projekt’ ohne allzu große Schwierigkeiten durchgeführt werden könnte. Aber wie wir gesehen haben, geriet der Plan außer Kontrolle, und zu diesem Zeitpunkt war die Regierung gezwungen, sich einzumischen und die Verantwortung zu übernehmen.“

Bali wertet dies Gründe unterschiedlich. An erster Stelle stehen für ihn die Anforderungen des Generalstabs, an zweiter die jüdischen Händler und ihre ökonomische Dominanz, und an letzter Stelle steht für ihn die Turkisierung der Juden, von der glaubt, sie sei nur ein Vorwand gewesen. Er erweitert diese Gründe im Verlauf des Interviews um “And in addition to the reasons I have mentioned, there were the cases of two leading publicists at that time – Cevat Rıfat Atilhan and Nihal Atsız – who had, before the events, been given free rein to make crude anti-Semitic propaganda with no interference from the state. Their journals were closed down only after the events.” (deutsch: „die Fälle von zwei führenden Publizisten – Cevat Rıfat Atilhan und Nihal Atsız –, denen vor den Ereignissen freie Hand gelassen worden war, um grobe antisemitische Propaganda ohne Einmischung des Staates zu betreiben. Ihre Zeitschriften wurden erst nach den Ereignissen geschlossen.“) Insbesondere Cevat Rıfat Atilhan spricht er aber eine Schlüsselrolle ab, während er Atsız einen gewissen Einfluss attestiert, da er viele Bewunderer unter seinen Schülern gehabt habe. Dennoch: “But I don’t think the anti-Semitic propaganda was the main reason. The main reason, as mentioned before, was the Joint Staff requirement, and, secondly, the local Muslim population, which was fed up with the Jews, who were seen as dominating the economy. They were their competitors. The ‘grassroots,’ so to speak, was ready for some kind of provocation.” (deutsch: „Aber ich glaube nicht, dass die antisemitische Propaganda der Hauptgrund war. Die Hauptgründe waren, wie bereits erwähnt, die Anforderungen des Generalstabs und zweitens die lokale muslimische Bevölkerung, die die Nase voll hatte von den Juden, die als dominierend für die Wirtschaft galten. Sie waren ihre Konkurrenten. Die ‚Basis‘ war sozusagen bereit für eine Art Provokation.“) Und aus Rıfat Balis Sicht ist das Thrakien-Pogrom auch kein singuläres Ereignis in der türkischen Geschichte, sondern reiht sich ein in die Politik des Staates und der republikanischen Eliten gegenüber den drei nicht-muslimischen Gemeinschaften (armenisch, jüdisch und griechisch). Und so kommt auch Corry Guttstadt trotz der vielen ideologischen Anleihen, die Cevat Rıfat Atilhan und Nihal Atsız bei der NS-Propaganda genommen haben, zu dem Schluss: „Die Ereignisse von Thrakien sind auf keinen Fall mit den antisemitischen Gewalttaten und staatlichen Verfolgungsmaßnahmen der Dreißigerjahre in NS-Deutschland oder auch in Staaten Osteuropas auf eine Stufe zu stellen. In Thrakien war kein Jude getötet worden. Das einzige Todesopfer war ein türkischer Gendameriegefreiter.“

## Nach Thrakien
Nach seinem Gastspiel in Edirne unterrichtete Atsiz von 1934 bis 1944 an einem Gymnasium in Istanbul. Die Orhun wurde 1935 verboten. 1944 wurde er wegen seiner turanistischen Ideen angeklagt und arrestiert. Hintergrund war, dass Atsiz in seiner reaktivierten Zeitschrift Orhun führende Mitglieder des Staatsapparates und Prominente als Kommunisten diffamiert und den Bildungsminister Hasan Ali Yücel zum Rücktritt aufgefordert hatte, was einen der Beschuldigten, den Schriftsteller Sabahattin Ali, veranlasste, eine Beleidigungsklage gegen Atsiz einzureichen. Das Verfahren wurde bald erweitert um eine Anklage gegen weitere führende Nationalisten, darunter auch Alparslan Türkeş, denen im Rassismus-Turanismus-Verfahren vorgeworfen wurde, einen Putsch gegen die Regierung geplant zu haben. Am 29. März 1945 wurden der oben schon erwähnte Zeki Velidi Togan und Atsiz zu zehn Jahren und sechs Monaten Gefängnis verurteilt. Nach anderthalb Jahren wurden alle Angeklagten freigesprochen, weil das Militärberufungsgericht das Urteil aufgehoben hatte. Für den Turanisten Atsiz muss es besonders verwerflich gewesen sein, dass ihn der Staatsanwalt vor dem Gericht beschuldigt hatte, griechischer Herkunft zu sein.
Zwischen 1947 und 1949 war Atsiz ohne Anstellung. 1949 wurde er dann Mitarbeiter der Suleymaniye-Bibliothek, und blieb dies bis zu seiner Versetzung in den Ruhestand im Jahre 1969. Er machte weiterhin durch Artikel in den Zeitschriften Orhun und Ötüken von sich reden und musste 1973 noch einmal ins Gefängnis, da er mehrere Parlamentarier beschuldigt hatte Kurden zu sein. Diesmal wurde er vom Staatspräsidenten Fahri Korutürk begnadigt; er starb am 11. Dezember 1975 an den Folgen eines Herzinfarkts.

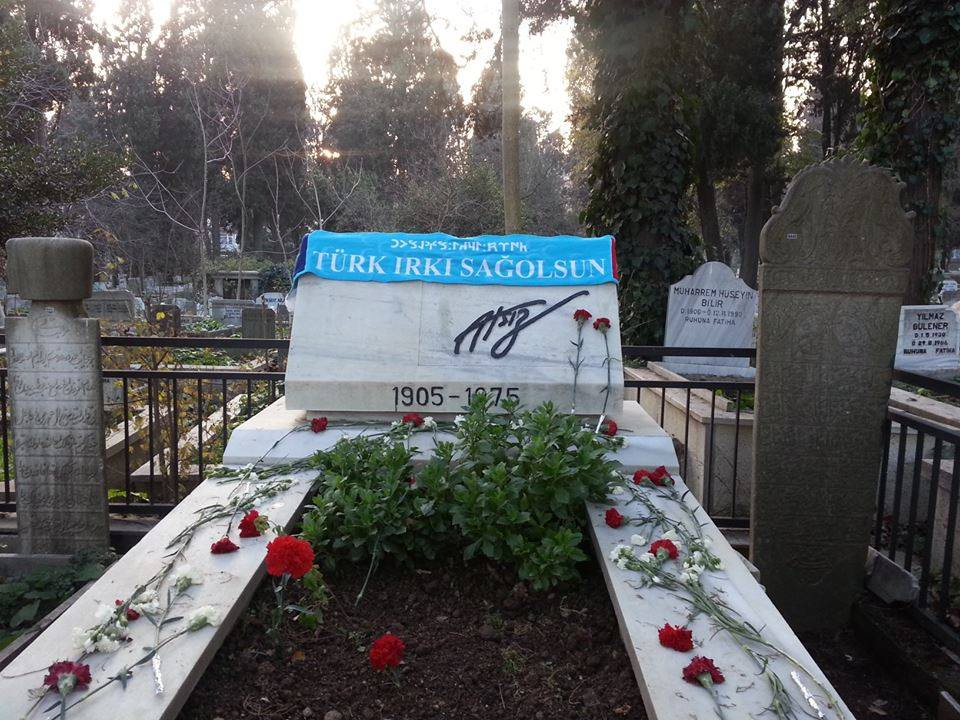
Atsız’ Grab mit dem Banner “Heil der türkischen Rasse”

## Ideologie
Hüseyin Nihâl Atsız hatte mit seinen Schriften großen Einfluss auf die turanistische Bewegung in der Türkei. Er glaubte an die Überlegenheit der türkischen „Rasse“. Der Türkismus war seiner Ansicht nach das Ideal der Überlegenheit des Türkentums über alle anderen Nationen. Er bezeichnete sich dabei offen als Rassisten. In seiner Verteidigungsrede beim sog. „Rassismus- und Turanismusverfahren“ im Jahre 1945 äußerte er sich folgendermaßen zum Vorwurf des Rassismus:

„Ich sage es zum Schluss ganz offen: Türkismus ist Nationalismus. Rassismus und Turanismus gehören dazu. Entweder wird das Land sich auf diesen beiden Termini erheben oder untergehen. Rassismus und Turanismus widersprechen nicht der Verfassung. Da ich Rassist und Turanist bin, wird eine mögliche Verurteilung wegen Rassismus und Turanismus die größte Ehre meines Lebens darstellen.“

Kurden charakterisierte Atsız polemisierend als „räuberische Ziegentreiber“. Atsız schrieb über die Kurden:

„Ja… Sie können gehen, wenn sie darauf bestehen, kurdisch zu bleiben und ihre primitive Sprache mit ihren 4.000 bis 5.000 Wörtern sprechen wollen und wenn sie publizieren und einen Staat gründen wollen. Wir haben dieses Land erobert, indem wir Blut in Strömen vergossen und die Georgier, die Armenier und die Griechen ausgerottet haben; und wir verteidigten es auch gegen die Kreuzritter, indem wir erneut Blut in Strömen vergossen haben.“

In dem „Testament“ an seinen Sohn Yağmur benennt Nihal Atsız 1941 seine Feinde:

„Yağmur mein Sohn,
Heute bist du genau 1,5 Jahre alt, ich habe mein Testament geschrieben und schließe es. Ich hinterlasse dir ein Bild von mir als Andenken. Höre auf meine Ratschläge und sei ein guter Türke. Kommunismus ist ein uns feindlicher Beruf, merk dir das gut. Die Juden sind der heimliche Feind aller Völker. Die Russen, Chinesen, Perser und Griechen sind unsere historischen Feinde. Die Bulgaren, Deutschen, Italiener, Engländer, Franzosen, Araber, Serben, Kroaten, Spanier, Portugiesen und Rumänen sind unsere neuen Feinde. Die Japaner, Afghanen und Amerikaner sind unsere künftigen Feinde. Die Armenier, Kurden, Tscherkessen, Abchasen, Bosniaken, Pomaken, Lasen, Lesghier, Georgier und Tschetschenen sind unsere inneren Feinde. Man muss sich gut vorbereiten, um so viele Feinde zu bekämpfen. Möge ‚Tanrı‘ (Gott) dir helfen.“

Die Ideologie Atsız’ war antiislamisch ausgerichtet, daher berief er sich auf den alttürkischen Tengrismus/Schamanismus. Insbesondere in seinen letzten Lebensjahren leugnete er die Offenbarung Mohammeds und bezeichnete koranische Überlieferungen als „sumerische Märchen“. Trotzdem hielt er den Islam für eine sumerische und damit – so seine Sicht – originär alt-türkische Religion. Den Propheten verhöhnte er wegen dessen Heirat mit der minderjährigen Aischa.
Parteipolitisch war Atsız kaum aktiv. Zu einem offenen Bruch mit dem 1945 mitangeklagten rechtsextremen Politiker Alparslan Türkeş kam es, als dieser das islamische Element der Partei der Nationalistischen Bewegung stärker betonte. Nihâl Atsız genießt aber immer noch hohes Ansehen innerhalb der Partei. Sein Andenken wird auch in Rundschreiben der heutigen Parteiführung geehrt.

## Werke
Zu Atsız’ bekanntesten Werken gehören die vier Romane
- Bozkurtların Ölümü. Istanbul 1946 („Der Tod der Grauen Wölfe“)
- Bozkurtlar Diriliyor. Istanbul 1949 („Die Wiedererweckung der Grauen Wölfe“)
- Deli Kurt. Istanbul 1958. („Der verrückte Wolf“)
- Ruh Adam. Istanbul 1972. ("Seelen Mann")

Nihâl Atsız schrieb mit Z Vitamini („Vitamin Z“) zudem eine politische Satire auf İsmet İnönü über ein Vitamin, das einem Diktator Unsterblichkeit verleiht. Dalkavuklar Gecesi („Nacht der Schmeichler“) ist Atsız’ politische Satire gegen die „Schmeichler“ die sich an Atatürk nähern wollen. Ferner war er Autor zahlreicher Gedichte.